# Anār od Dīn
Anār od Dīn (persiska: اَنار دين, اَنار اِد دين, انار الدين) är en ort i Iran.   Den ligger i provinsen Mazandaran, i den norra delen av landet, 190 km nordost om huvudstaden Teheran. Antalet invånare är 248.
Terrängen runt Anār od Dīn är mycket platt. Runt Anār od Dīn är det ganska tätbefolkat, med 80 invånare per kvadratkilometer. Närmaste större samhälle är Nekā, 12,6 km sydost om Anār od Dīn. Trakten runt Anār od Dīn består till största delen av jordbruksmark.